# Tarnowskie Góry
Tarnowskie Góry (en silésien : Tarnowske Gůry ; en allemand : Tarnowitz) est une ville de Silésie dans le Sud de la Pologne, près de Katowice.
Elle est localisée dans la voïvodie de Silésie depuis 1999 (auparavant dans la voïvodie de Katowice) et encore avant cela dans la région autonome de voïvodie de Silésie.
Tarnowskie Góry est située dans une zone 2,7 millions d'habitants (zone urbaine de Katowice) et dans le grand centre métroplolitain silésien, qui compte plus de 5 millions 200 habitants.
La population de la ville est de 60 975 habitants (2008).

## Histoire
Jusqu'en 1945, Tarnowitz fait partie de l'arrondissement de Beuthen à partir de 1818, puis de l'arrondissement de Tarnowitz de 1873 à 1926 puis de l'arrondissement de Beuthen-Tarnowitz dans le district d'Oppeln dans la province de Silésie.

## Lieux à voir à Tarnowskie Góry
- Mine d'argent historique de Tarnowskie Góry[3]
- Sztolnia Czarnego Pstrąga[4]
- L'installation ferroviaire de Haute-Silésie (une des plus anciennes d'Europe, en service depuis 1853[5]
- Monument commémoratif de la synagogue détruite pendant la Seconde Guerre mondiale par les Allemands

## Personnalités
- Georges de Brandebourg-Ansbach de la Maison des Hohenzollern, cofondateur de Tarnowitz.
- Alexander Kohut, talmudiste et orientaliste, rabbin de Tarnowitz (1865-67)
- Theodora Paula Helene von Limburg-Stirum, comtesse
- Józef Wandzik, joueur de football
- Carl Wernicke, physicien et neuropathologiste.
- Klaus Wyrtki (1925-2013), océanographe
- Marian Zembala (1950-2022), homme politique
- Adam Smolarczyk (1994-), footballeur